# Wielka Szczelina (jaskinia)
Wielka Szczelina – jaskinia w Dolinie Kościeliskiej w Tatrach Zachodnich. Ma dwa otwory wejściowe położone w skałach leżących nad Kazalnicą w Stołach, na wysokościach 1280 i 1285 metrów n.p.m. Długość jaskini wynosi 28 metrów, a jej deniwelacja 10,30 metrów.

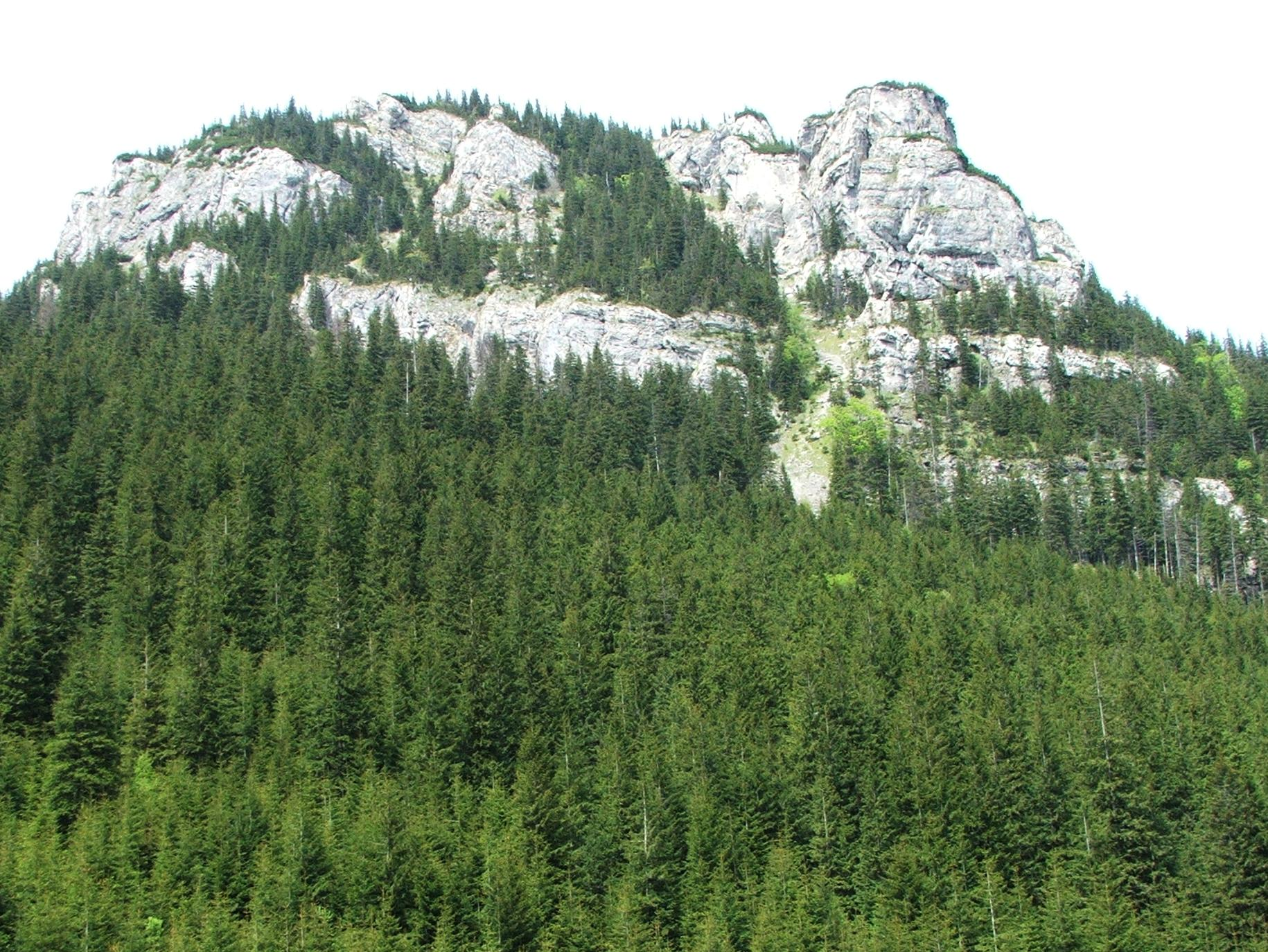
Stoły - widok z Polany Pisanej

## Opis jaskini
Jaskinię stanowi wysoka na 7 – 10 metrów szczelina przebijająca skałę na wylot.
Szczelina od dolnego otworu zaczyna się 2,6 metrowym progiem, idzie dalej stromo w dół i dochodzi do 4-metrowego progu znajdującego się przed otworem górnym.

## Przyroda
W jaskini brak jest nacieków i roślinności. W ścianach widać grube żyły hematytu.

## Historia odkryć
Jaskinia znana była od dawna. Zbadali ją w latach 40. XX wieku grotołazi zakopiańscy.